# ニコモ一覧
ニコモ一覧（ニコモいちらん）ではニコモの一覧を扱う。

## 現役
- 学年・加入順で記載
- 表紙回数は2025年9月号まで集計
- 備考欄はニコラ本誌活動のみ記載

| 名前       | なまえ             | 愛称     | 生年月日       | 表紙 回数 | 内単独 回数 | 出自                 | 初登場号     | 所属事務所                         | 備考                                                                  |
| ---------- | ------------------ | -------- | -------------- | --------- | ----------- | -------------------- | ------------ | ---------------------------------- | --------------------------------------------------------------------- |
| 伊藤沙音   | いとうしゃのん     | シャノン | 2009年9月22日  | 4         | 0           | 第25回オーディション | 2021年10月号 | エヴァーグリーン・エンタテイメント |                                                                       |
| 青山姫乃   | あおやまひめの     | ヒメノ   | 2009年8月4日   | 0         | 0           | 第26回オーディション | 2022年9月号  | アミューズ                         |                                                                       |
| 国本姫万里 | くにもとひまり     | ヒマリ   | 2009年12月30日 | 0         | 0           | 第26回オーディション | 2022年9月号  | スターダストプロモーション         |                                                                       |
| 松田美優   | まつだみゆう       | ミユウ   | 2009年8月21日  | 2         | 0           | 第26回オーディション | 2022年9月号  | エイベックス・エンタテインメント   |                                                                       |
| 白水ひより | しらみずひより     | ヒヨリ   | 2009年12月16日 | 1         | 0           | ニコプチ進級         | 2023年6月号  | アミューズ                         |                                                                       |
| 星名ハルハ | ほしなはるは       | ハルハ   | 2009年10月21日 | 2         | 0           | ニコプチ進級         | 2023年6月号  | アミューズ                         |                                                                       |
| 星乃あんな | ほしのあんな       | アンナ   | 2009年11月1日  | 5         | 0           | ニコプチ進級         | 2023年6月号  | エイジアプロモーション             | 第13代目レピピアルマリオイメージモデル                                |
| 工藤唯愛   | くどうゆあ         | ユア     | 2009年8月4日   | 1         | 0           | 事務所オーディション | 2024年5月号  | レガリアス マネジメント            |                                                                       |
| 佐々木花奈 | ささきはな         | ハナ     | 2009年11月23日 | 0         | 0           | 第28回オーディション | 2024年12月号 | スターダストプロモーション         |                                                                       |
| 白尾留菜   | しらおるな         | ルナ     | 2010年10月20日 | 0         | 0           | 第26回オーディション | 2022年9月号  | イデア                             |                                                                       |
| 十文字陽菜 | じゅうもんじひなの | ヒナノ   | 2010年5月22日  | 1         | 0           | 第27回オーディション | 2023年10月号 | ホリプロ                           |                                                                       |
| 松尾そのま | まつおそのま       | ソノマ   | 2010年5月26日  | 4         | 1           | 第27回オーディション | 2023年10月号 | エイベックス・マネジメント         | 第13代目レピピアルマリオイメージモデル ニコラ学園ワイモバスマホ部部員 |
| 梨里花     | りりか             | リリカ   | 2010年7月20日  | 2         | 0           | 第27回オーディション | 2023年10月号 | Linkus Entertainment               |                                                                       |
| 稲垣来泉   | いながきくるみ     | クルミ   | 2011年1月15日  | 2         | 0           | 事務所オーディション | 2024年5月号  | 研音                               |                                                                       |
| 崎浜梨瑚   | さきはまりこ       | リコ     | 2010年4月20日  | 0         | 0           | ニコプチ進級         | 2024年6月号  | イトーカンパニー                   |                                                                       |
| 中瀬梨里   | なかせりり         | リリ     | 2010年4月21日  | 0         | 0           | ニコプチ進級         | 2024年6月号  | サンミュージック                   |                                                                       |
| 葉山若奈   | はやまわかな       | ワカナ   | 2011年1月28日  | 0         | 0           | ニコプチ進級         | 2024年6月号  | アミューズ                         |                                                                       |
| 泉有乃     | いずみゆの         | ユノ     | 2010年7月12日  | 0         | 0           | 第28回オーディション | 2024年12月号 | トップコート                       |                                                                       |
| 相沢伊吹   | あいざわいぶき     | イブキ   | 2011年4月19日  | 0         | 0           | 第28回オーディション | 2024年12月号 | ディネアンドインディー             |                                                                       |
| 大月美空   | おおつきみく       | ミク     | 2011年12月30日 | 0         | 0           | 第28回オーディション | 2024年12月号 | オスカープロモーション             |                                                                       |

## OG
ニコモは通常、高校一年の終了をもって「卒業」となり、卒業時期となる3月末ごろの東京開放日では、卒業ニコモ全員が現役ニコモと読者に見送りを受ける「ニコモ卒業式」という公開イベントが開催され、これにて正式に卒業となる。同時期に発売される5月号（毎年4月1日発売）を最後に誌上から引退する。(2024年度より卒業式は5月の大型連休中に実施され、6月号を最後に引退する)また、卒業期日に達する前に誌上から姿を消してしまうニコモも存在し、卒業式にも参加しない。当初は卒業式前に引退してしまうニコモが半数程度存在したが、近年では少なくなってきている。
この項では正規に卒業したニコモを、卒業式を体調不良等で欠席した場合を含め「卒業式参加」とし、卒業期日に達する前に誌上から引退してしまい、卒業式に参加しなかったニコモを「卒業前ニコモ引退」とする。
1982年度（昭和57年度生まれ）
- ※卒業式制度なし
  - 吉野紗香（よしのさやか、1982年5月14日）
  - 安藤希（あんどうのぞみ、1982年8月3日）

1983年度（昭和58年度生まれ）
- ※卒業式制度なし
  - 浜丘麻矢（はまおかまや、1983年5月16日）
  - 吉田桂子（よしだけいこ、1983年7月5日）
  - 綾花（あやか、1983年8月18日）
  - 野村佑香（のむらゆうか、1984年3月20日）

1984年度（昭和59年度生まれ）
- ※卒業式制度なし
  - 高橋マリ子（たかはしまりこ、1984年4月24日、マリコ©)
  - 高橋加奈（たかはしかな、1984年5月9日、カナ©）
  - 白順玉（ぺくすの、1984年7月12日、ペク©）
  - 栗山千明（くりやまちあき、1984年10月10日、チアキ©）

1985年度（昭和60年度生まれ）
- 卒業式参加
  - 榎本亜弥子（えのもとあやこ、1985年4月29日、アヤコ©）
  - 蒼井優（あおいゆう、1985年8月17日、ユウ©）
  - 長屋光紗（ながやみさ、1985年9月14日、ミサ©）
  - 篠原沙弥（しのはらさや、1985年9月24日、サヤ©）
- 卒業前ニコモ引退
  - 前田紀至子（まえだきしこ、1985年4月5日、キシコ©）
  - 清光りさ（せいこうりさ、1985年7月10日、リサ©）

1986年度（昭和61年度生まれ）
- 卒業式参加
  - 大寺祐恵（おおてらゆえ、1986年6月27日、ユエ©[1]）
  - 矢野未希子（やのみきこ、1986年12月4日、ミキコ©[2]）
  - 紗羅マリー（さらまりー、1986年12月12日、サラ©[3]）
  - 小口桃子（おぐちももこ、1987年2月8日、モモコ©[4]）
- 卒業前ニコモ引退
  - 沢尻エリカ（さわじりえりか、1986年4月8日、エリカ©）
  - 谷口紗耶香（たにぐちさやか、1986年5月9日、サヤカ©）
  - 上原千夏子（うえはらちかこ、1986年7月30日、チカコ©）
  - 川村エリ（かわむらえり、1986年9月25日、エリ©）
  - 水谷妃里（みずたにゆり、1987年1月2日、ユリ©）

1987年度（昭和62年度生まれ）
- 卒業式参加
  - 小森裕佳（こもりゆか、1987年4月27日、ユカ©[5][6][7]）
  - 佐藤麻奈（さとうまな、1987年5月20日、マナ©[8][9][10]）
  - 森田美穂（もりたみほ、1987年6月3日、ミホ©[11][12][13]）
  - 美優（みゆ、1987年11月20日、ミユ©[14][15][16]）
  - 太田莉菜（おおたりな、1988年1月11日、リナ©[17][18][19]）

- 卒業前ニコモ引退
  - 塚越星良（つかこしせいら、1987年7月3日、セイラ©[20][21][22]）
  - 穂積吉恵（ほづみよしえ、1987年8月19日、ヨシエ©）
  - 笹岡莉紗（ささおかりさ、1988年1月10日、コリサ©）

1988年度（昭和63年度生まれ）
- 卒業式参加
  - 森脇ゆか（もりわきゆか、1988年6月5日、モンチ©[23]）
  - 新垣結衣（あらがきゆい、1988年6月11日、ユイ（2001年12月号まで）[24]→ガッキー©（2002年1月号より[注釈 1]）[25][26][27][28]）
  - 内田真莉菜（うちだまりな、1988年10月16日、マリナ©[29][30][31]）
  - 日笠麗奈（ひかされいな、1988年10月19日、レナ©[32][33][34]）
- 卒業前ニコモ引退
  - 有紗（ありさ、1988年4月16日、アリサ©）
  - 新井梨絵（あらいりえ、1988年4月29日、リエ©）
  - 長澤瞳（ながさわひとみ、1988年10月10日、ヒトミ©）

1989年度（平成元年度生まれ）
- 卒業式参加
  - 関千紘（せきちひろ、1989年5月9日、チヒロ©[35]）
  - 虎南有香（こなんゆか、1989年7月10日、コナン©[36][37][38]）
  - 松本玲奈（まつもとれいな、1989年8月17日、レイナ©[39][40][41]）
  - 丹羽未来帆（にわみきほ、1989年9月27日、ミキホ©[42]）
- 卒業前ニコモ引退
  - 久保由利香（くぼゆりか、1989年5月19日、ユリカ©）
  - 尻無浜冴美（1989年7月20日、サエミ©[43]）
  - 奈良岡由紀（ならおかゆき、1989年10月3日、ユキ©[44][45][46]）
  - 小林涼子（こばやしりょうこ、1989年11月8日、リョーコ©[47]）
  - ヘスリンク ニコル（1989年12月24日、ニコル©[48]）

1990年度（平成2年度生まれ）
- 卒業式参加
  - 三原勇希（みはらゆうき、1990年4月4日、ユウキ©[49]）
  - 我妻三輪子（わがつまみわこ、1991年2月11日、ミワコ©[50][51]）

- 卒業前ニコモ引退
  - 青木春菜（あおきはるな、1990年4月24日、ハルナ©[52]）
  - 近藤里沙（こんどうりさ、1990年5月16日、リサ©）
  - 尾崎彩香（おざきあやか、1990年6月2日、アヤカ©[53]）
  - 坂本真里亜（さかもとまりあ、1990年6月29日、マリア©[54][55][56]）
  - 豊岡咲世子（とよおかさよこ、1990年7月4日、サヨコ©[57]）
  - 木原陽子（きはらようこ、1990年11月24日、ヨーコ©[58][59]）

1991年度（平成3年度生まれ）
- 卒業式参加
  - 遠藤瞳（えんどうひとみ、1991年6月14日、ヒトミ©[60]）
  - 岡本玲（おかもとれい、1991年6月18日、レイ©[61]）
  - 菅聡美（すがさとみ、1991年7月19日、サトミ©[62]）
- 卒業前ニコモ引退
  - 鈴木里穂（すずきりほ、1991年5月1日、リホ©[63]）
  - 山田絵里奈（やまだえりな、1991年9月30日、エリナ©[64]）
  - 亀澤杏奈（かめざわあんな、1991年10月5日、アンナ©[65]）
  - 福永真梨佳（ふくながまりか、1992年1月4日、マリカ©[66]）
  - 高橋春留奈（たかはしはるな、1992年1月28日、ハルナ©[67]）[注釈 2]
  - 林由佳（はやしゆか、1992年1月31日、ユカ©[68]）

1992年度（平成4年度生まれ）
- 卒業式参加
  - 高屋敷彩乃（たかしきあやの、1992年5月3日、アヤノ©[69]）
  - 野崎夏帆（のざきかほ、1992年7月1日、のっさん[70]）
  - 伊藤沙耶（いとうさや、1992年8月6日、サヤ©[71]）
  - 宮城夏実（みやぎなつみ、1992年9月9日、ナツミ©[72]）
  - 寺本來可（てらもとゆきか、1993年2月16日、ユキカ©[73]）
- 卒業前ニコモ引退
  - 櫂遥圭（かいはるか、1992年4月7日、ハルカ©[74]） - 長尾春佳から中途改名[75]
  - 山根里菜（やまねりな、1992年4月11日、リナ©[76]）
  - 指野春奈（さしのはるな、1993年2月28日、ハルナ©[77]）

1993年度（平成5年度生まれ）
- 卒業式参加
  - 能年玲奈（のうねんれな、1993年7月13日、レナ©[78]）
  - 池田琴弥（いけだことみ、1993年7月18日、コトミ©[79]）
  - 石川紗都美（いしかわさとみ、1993年9月28日、さとみん[80]）
  - 城戸愛莉（きどあいり、1993年12月11日、アイリ©[81]）
  - 西内まりや（にしうちまりや、1993年12月24日、マリヤ©[82]）
  - 日南響子（ひなみきょおこ、1994年2月6日、キョオコ©[83]）
- 卒業前ニコモ引退
  - 小野明日香（おのあすか、1993年4月26日、アスカ©[84]）
  - 高橋美帆（たかはしみほ、1993年5月2日、ミホ©[85]）

1994年度（平成6年度生まれ）
- 卒業式参加
  - 本多葵（ほんだあおい、1994年4月27日、アオイ©[86]）
  - 山越小妃江（やまこしさきえ、1994年5月21日、サキエ©[87]）
  - 伊藤夏帆（いとうかほ、1994年7月7日、カホ©[88]）
  - 溝口恵（みぞぐちめぐみ、1994年7月8日、メグミ©[89]）
  - 山口実紗（やまぐちみさ、1994年9月9日、ミサ©[90]）
  - 立石晴香（たていしはるか、1994年9月28日、ハルカ©[91]）
  - 川口春奈（かわぐちはるな、1995年2月10日、ハルル[92]）
- 卒業前ニコモ引退
  - 寺田更瑳（てらださらさ、1994年8月1日、サラサ©）
  - 二階堂ふみ（にかいどうふみ、1994年9月21日、フミ©[93]）

1995年度（平成7年度生まれ）
- 卒業式参加
  - 岡部真子（おかべまこ、1995年5月1日、マコ©[94]）
  - 中島愛蘭（なかじまあいら、1995年5月28日、アイラ©[95]）
  - 中山絵梨奈（なかやまえりな、1995年6月1日、エリナ©[96]）
  - 宮下みらい（みやしたみらい、1995年7月11日、ミライ©[97]）
  - 八木アリサ（やぎありさ、1995年7月31日、アリサ©[98]）
  - 福本エミ（ふくもとえみ、1995年11月3日、エミ©[99]）

1996年度（平成8年度生まれ）
- 卒業式参加
  - 池田依來沙（いけだえらいざ、1996年4月16日、エライザ©[100]）
  - 古畑星夏（ふるはたせいか、1996年7月8日、セイカ©[101]）
  - 藤井夏恋（ふじいかれん、1996年7月16日、カレン©[102]）
  - 泉はる（いずみはる、1996年7月17日、ハルピー[103]）
  - 春川芽生（はるかわめいく、1996年8月11日、メイク©[104]）
  - 野中葵（のなかあおい、1996年9月17日、アオ©[105]）
  - ほのかりん（1996年10月4日、リン©[106]）
  - 松井愛莉（まついあいり、1996年12月26日、まついちゃん[107]）
  - 奏音（かのん、1997年2月7日、カノン©[108]）
- 卒業前ニコモ引退
  - 笠井海夏子（かさいみかこ、1996年9月4日、ミカコ©[109]）

1997年度（平成9年度生まれ）
- 卒業式参加
  - 藤麻理亜（ふじまりあ、1997年4月29日、マリア©[110]）
  - 田中若葉（たなかわかば、1997年5月17日、ワカバ©[111]）
  - 田中日奈子（たなかひなこ、1997年6月27日、ヒナコ©[112]）
  - 三瓶みなみ（さんぺいみなみ、1997年10月9日、ミナミ©[113]）
  - 山本舞香（やまもとまいか、1997年10月13日、マイカ©[114]）
  - 中川可菜（なかがわかな、1997年10月16日、カナ©[115]）
  - 飯豊まりえ（いいとよまりえ、1998年1月5日、マリエ©[116]）
  - 藤田ニコル（ふじたにこる、1998年2月20日、ニコル©[117]）

1998年度（平成10年度生まれ）
- 卒業式参加
  - 岡本夏美（おかもとなつみ、1998年7月1日、ナツミ©[118]）
  - 澤田汐音（さわだしおね、1998年7月17日、シオネ©[119]）
  - 駒形咲希(こまがたさき、1998年8月28日、サキ©[120]）
  - 荻原里奈(おぎはらりな、1998年9月9日、リナ©[121]）
  - 黒崎レイナ（くろさきれいな、1998年11月11日、レイナ©[122]）
  - 小林玲美(こばやしれみ、1998年11月24日、レミ©[123]）
  - 小山内花凜（おさないかりん、1998年12月15日、カリン©[124]）
  - 三上朱里(みかみあかり、1999年1月5日、アカリ©[125]）

1999年度（平成11年度生まれ）
- 卒業式参加
  - 高嶋芙佳(たかしまふうか、1999年4月26日、フウカ[126]）
  - 小澤奈々花(おざわななか、1999年5月27日、ナナカ[127]）
  - 中村里帆(なかむらりほ、1999年8月6日、リホ[128]）
  - 倉本彩(くらもとあや、1999年9月22日、アヤ[129]）
  - 永野芽郁(ながのめい、1999年9月24日、メイ[130]）
  - 大谷凜香(おおたにりんか、1999年12月24日、りんりん[131])

2000年度（平成12年度生まれ）
- 卒業式参加
  - 鈴木美羽（すずきみう、2000年4月14日、ミウ）
  - 塚本凪沙（つかもとなぎさ、2000年5月16日、ナギサ）
  - 山本優奏(やまもとゆか、2000年5月24日、ユカ）
  - 清水凜花（しみずりんか、2000年5月31日、みずりん）
  - 駒井蓮（こまいれん、2000年12月2日、こまいちゃん）
  - 久間田琳加（くまだりんか、2001年2月23日、リンカ）

2001年度（平成13年度生まれ）
- 卒業式参加
  - 中野あいみ（なかのあいみ、2001年4月7日、アイミ[132]）
  - 香音（かのん、2001年4月20日、カノン[133]）
  - 小林恵月（こばやしえづき、2001年6月28日、エヅキ[134]）
  - 青島妃菜（あおしまひな、2001年12月26日、ヒナ[135]）
  - 清原果耶（きよはらかや、2002年1月30日、カヤ[136]）

2002年度（平成14年度生まれ）
- 卒業式参加
  - 溝部ひかる（みぞべひかる、2002年4月6日、ヒカル）
  - 涼凪（すずな、2002年5月25日、スズナ）
  - 南沙良（みなみさら、2002年6月11日、サラ）
  - 川床明日香（かわとこあすか、2002年7月10日、アスカ）
  - 宮原響（みやはらひびき、2002年8月13日、ヒビキ）
  - 泉口美愛（いずみぐちみあ、2003年1月26日、ミア）
  - 秋田汐梨（あきたしおり、2003年3月19日、シオリ）

2003年度（平成15年度生まれ）
- 卒業式参加
  - 黒坂莉那（くろさかりな、2003年4月4日、リナ）
  - 多田成美（ただなるみ、2003年6月24日、ナルミ）
  - 藤本林花美愛（ふじもとりんかみあ、2003年10月1日、リリ）
  - 青井乃乃（あおいのの、2003年11月17日、ノノ）
  - 濵尾咲綺（はまおさき、2004年1月12日、サキ）
  - 草野星華（くさのせいか、2004年2月12日、セイカ）
  - 白井杏奈（しらいあんな、2004年2月24日、アンナ）
- 卒業前ニコモ引退
  - オルトン花菜ベティ（おるとんはなべてぃ、2003年6月12日、ハナ）

2004年度（平成16年度生まれ）
- 卒業式参加
  - 安村真奈（やすむらまな、2004年7月8日、マナ）
  - 小林花南（こばやしかなみ、2004年10月1日、カナミ）
  - 町田恵里那（まちだえりな、2004年10月22日、エリナ）
  - 若林真帆（わかばやしまほ、2004年12月10日、マホ）
  - 加藤咲希（かとうさき、2005年3月12日、かとぅ）
- 卒業前ニコモ引退
  - 高田凛（たかたりん、2005年2月15日、リン）

2005年度（平成17年度生まれ）
- 卒業式[137]参加
  - 湊胡遥（みなとこはる、2005年6月1日、コハル）
  - 広瀬まのか（ひろせまのか、2005年7月4日、マノカ）
  - 池未来実（いけくるみ、2005年7月14日、クルミ）
  - 野崎奈菜（のざきなな、2005年7月26日、ナナ）
  - 阿部ここは（あべここは、2005年8月27日、ココハ）
  - 平澤遥（ひらさわはるか、2005年9月16日、ハルカ）
  - 北川花音（きたがわかのん、2005年10月1日、カノン）
  - 深尾あむ（ふかおあむ、2005年11月3日、アム）
  - 林芽亜里（はやしめあり、2005年11月5日、メアリ）

2006年度（平成18年度生まれ）
- 卒業式参加
  - 宮本和奏（みやもとわかな、2006年5月30日）
  - 組橋星奈（くみはしせな、2006年7月16日）
  - 関谷瑠紀（せきやるき、2006年8月8日）
  - 高比良由菜（たかひらゆな、2006年10月10日）
  - 凛美（りみ、2006年11月20日）
  - 太田雫（おおたしずく、2006年12月5日）
  - 田中南（たなかみなみ、2007年1月12日）

2007年度（平成19年度生まれ）
- 卒業式参加
  - 中山あやか（なかやまあやか、2007年5月30日）
  - 河村果歩（かわむらかほ、2007年6月17日）
  - 近藤結良（こんどうゆら、2007年6月22日）
  - 近藤藍月（こんどうあき、2007年6月30日）
  - 佐藤菜月海（さとうなつみ、2007年8月14日）
  - 池端杏慈（いけはたあんじ、2007年9月8日）
  - 藤野有紗（ふじのありさ、2007年11月26日）
  - 足川結珠（あしかわゆず、2007年12月22日）
  - 髙橋快空（たかはしかいら、2008年2月19日）

2008年度（平成20年度生まれ）
- 卒業式参加
  - 吉岡優奈（よしおかゆな、2008年7月1日）
  - 林美央子（はやしみおこ、2008年8月14日）
  - 榎本月海（えのもとるみ、2009年3月16日）
  - 川原美杏（かわはらみあん、2008年5月31日）
  - 吉本麗南（よしもとれいな、2008年12月4日）
  - 有坂心花（ありさかこはな、2008年5月25日）
  - 小松崎ふたば（こまつざきふたば、2008年7月7日）
  - 上妻美咲（こうづまみさき、2008年5月27日）